# Britse Zwarte Week
De Britse Zwarte Week (Engels: Black Week; Afrikaans en Nederlands: Triomfweek) was gedurende de Tweede Boerenoorlog een rampzalige week in 1899 voor de Britse macht in Zuid-Afrika. In de week van 10 tot 17 december 1899 leed het Britse leger drie nederlagen.

## Gebeurtenis
De Britten werden in deze week door de twee overgebleven Boerenrepublieken – de Oranje Vrijstaat en de Zuid-Afrikaansche Republiek – verslagen in de veldslagen om Stormberg, Magersfontein en Colenso. In totaal werden 2.776 Britse soldaten gedood, gewond en gevangengenomen. Deze gebeurtenissen waren een eyeopener voor de Britse regering en troepen, die gedacht hadden dat de oorlog heel gemakkelijk gewonnen kon worden.

## Britse reactie
De Britse regering veranderde haar denkwijze na de Zwarte week. Zij kwam tot het besef dat de Boerenoorlog niet een gemakkelijke overwinning zou zijn en dat zij vele veranderingen in de militaire structuur moest aanbrengen:
- andere ordening van militair personeel,
- betere mobilisatie en
- betere modernisering van het leger.

Deze maatregelen moesten het militaire vernuft van de Boeren vervolgens overtreffen. Na deze week waren heel veel verschillende meningen ontstaan in het Verenigd Koninkrijk. Er waren veel twijfelaars, die de algehele rechtvaardigheid van de Britse zaak in twijfel trokken, maar de patriotten, die vrijwilligerswerk wilden doen, wilden vechten en de oorlog wilden winnen, waren in de meerderheid.
Na de Britse Zwarte Week vroeg de regering om "weerbare mannen, die bereid waren om hun families te verlaten en hun huizen en leven te riskeren om hun land te dienen." Zelfs met deze gevaarlijke taak dienden nog steeds velen zich aan als vrijwilliger, of voor het reguliere leger, of voor kortere dienstneming. Deze nieuwe vrijwilligers dienden als een "nieuw gezicht, onbesmet door nederlagen en beschuldigingen van defaitisme ... om weer leven te blazen in de campagnes en de hoop thuis te laten groeien." Andere wijzigingen van de Britten onmiddellijk na de Zwarte Week waren:
- de mobilisatie van twee divisies,
- het oproepen van de legerreserves en
- vooral het sturen van vrijwilligers vanuit het buitenland. Dit toegevoegde aantal troepen bedroeg tegen het einde van de oorlog enige honderdduizenden.[2]

Het grootste probleem van de Britse troepen aan het begin van de oorlog was de ouderdom van hun wapens. De Boerentroepen hadden zeer geavanceerde, moderne wapens, die hen veldslagen hielpen te winnen, waarbij ze sterk in de minderheid waren. Een van de sleutels tot succes bij de Slag bij Colenso was het gebruik van rookloos kruit om de verborgen locaties van de Boeren niet te laten zien aan de Britse troepen. Het gebruik van moderne oorlogsvoering was slechts een van de vele manieren, waarop de Boeren aan het begin van de oorlog gebruik maakten van hun superieure wapens. De eerste van vele hervormingen van het Britse leger betrof de cavalerie. Zij kwamen met nieuwe gemoderniseerde troepen en met nieuwe tactieken. Slechts een paar maanden na de Zwarte Week, leidde een van de belangrijkste cavaleriedivisies een veldtocht die eindigde met een overwinning. Deze nieuwe tactiek was succesvol door de militaire modernisering. Naast de uitrusting van de ruiters met snelvuurgeweren in plaats van lansen, startte het Britse leger nieuwe tactieken met behulp van artillerie als een defensieve eenheid van het leger, alsmede een grote sprong in de innovatie van het gebruik van machinegeweren.